# Tjeerd Pasma
Tjiepke (Tjeerd) Pasma (Rinsumageest, 24 juni 1904 – Ede, 28 december 1944) was een Fries moderne vijfkamper.
Pasma deed in 1928 mee aan de Olympische Zomerspelen in Amsterdam.
Pasma was wachtmeester 1e klasse (onderofficier) bij de marechaussee toen hij in 1928 mee deed aan de Olympische Zomerspelen. Dat was bijzonder, omdat deelname in die tijd alleen voorbehouden was aan officieren. Mede omdat Pasma in goede sporter was in de jaren 20, en tweemaal Nederlands Kampioen polsstokhoogspringen was geworden, mocht hij toch meedoen.
Bij de spelen werd hij 35e bij het onderdeel schieten, 13e bij het zwemmen, 34e bij het schermen, 5e bij de cross-country en 24e bij het springen. Met deze resultaten eindigde hij in het klassement op de 24e plaats.
In 1940 werd hij eervol uit het leger ontslagen. Vier jaar later kwam Pasma als burger om het leven in Ede, door een Duitse V1-bom die te vroeg tot ontploffing kwam.